# Vat Phou
El Vat Phou o Wat Phou és un complex de temples de l'Imperi Khmer en ruïnes. Se situen a la base de la muntanya Phu Kao, a uns 6 km del riu Mekong, a la província de Champasak, a Laos. Va ser declarat com a Patrimoni de la Humanitat per la Unesco l'any 2001 denominant-lo com Vat Phou i els antics establiments associats del paisatge cultural de Champasak. Abastant una àrea de 39.000 ha.
Existia un temple al lloc al segle v, però les estructures supervivents daten dels segles xi al xiii. El temple té una estructura única, en la qual els elements porten cap al santuari, on era banyat per aigua de deu. El lloc es va transformar més tard en un lloc d'adoració de Theravādona, tal com és avui dia.
Creat per l'home, el paisatge cultural de Champasak comprèn el temple Vat Phu i es troba en un estat admirable de conservació, malgrat que té més de mil cinc-cents anys d'antiguitat. Ideat per expressar la visió hindú de les relacions entre l'home i la natura, es va crear en funció d'un eix traçat des del cim d'una muntanya fins a les ribes d'un riu, a fi de donar una configuració geomètrica a tot un conjunt de temples, santuaris i obres hidràuliques que s'estenen al llarg d'uns deu quilòmetres. El lloc, que comprèn també la muntanya Phu Kao i dues antigues ciutats construïdes en els marges del riu Mekong, és il·lustratiu d'un procés de creació d'un paisatge cultural al llarg de més de mil anys -des del segle V fins al XV- que es deu principalment a l'Imperi Khmer.

## Història

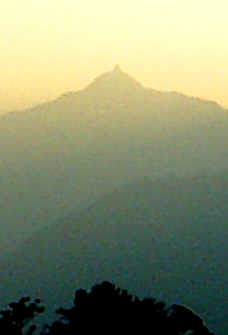
Phou Khao té un lingam natural en el seu cim

Vat Phou es va associar inicialment amb la ciutat de Shrestapura,:66 que es trobava a la riba del Mekong directament a l'est de la muntanya Lingaparvata (que ara es diu Parc Nacional de Phou Khao)  a la última part del segle v, la ciutat ja era la capital de un regne en què els textos i les inscripcions connecten amb el Regne de Chenla i Txampa. La primera estructura a la muntanya fou construïda al voltant d'aquest temps . la muntanya va guanyar importància espiritual per la protuberància en forma de lingam en el seu cim; la muntanya en si era, per tant, considerada la casa de Shiva, i el riu com la representació de la mar o el Ganges . El temple va ser dedicat de manera natural a Shiva, mentre que l'aigua de la deu que emergeix directament darrere del temple era considerada sagrada.
Vat Phou era una part de l'Imperi Khmer centrat en Angkor al sud-oest, almenys ja en el regnat de Yasovarman I a principis del segle x. Shrestapura va ser substituïda per una nova ciutat en el període d'Angkor, que es troba directament al sud del temple. En l'últim període, els edificis originals van ser reemplaçats, amb la reutilització d'alguns dels blocs de pedra. El temple que ara es pot veure, va ser construït principalment durant els períodes Koh Ker i Baphuon del segle xi. Es van fer canvis menors durant els dos segles següents, abans que el temple, com la majoria a l'imperi, es va convertir a l'ús budista Theravada. Això va continuar després que la zona va quedar sota el control dels Lao, i un festival es du a terme en el lloc cada mes de febrer. Poc treball de restauració s'ha fet, a part de la restauració de les fites al llarg del camí. Vat Phou va ser designat Patrimoni de la Humanitat l'any 2001.

## Lloc

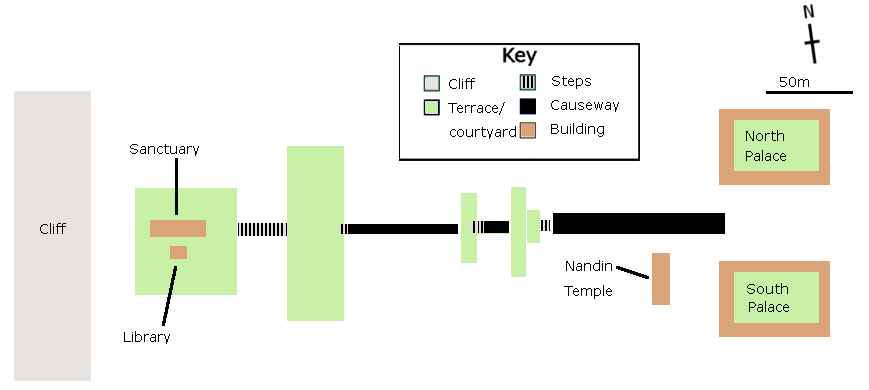
Un plànol de Vat Phou: les proporcions i posicions són aproximades.

Com la majoria dels temples Khmer, Vat Phou està orientat cap a l'est, tot i que l'eix en realitat tomba vuit graus al sud cap a l'est, sent determinada principalment per l'orientació de la muntanya i el riu. Incloent els embassament de Srah i Baray (fets durant l'imperi khmer)), que s'estenen 1,4 km a l'est de la font de la primavera, a la base d'un penya-segat, a 100 metres del turó. 6 km a l'est del temple, a la riba oest del Mekong, hi havia la ciutat, mentre que un camí cap al sud des del propi temple va dur a altres temples i en última instància a la ciutat d'Angkor.

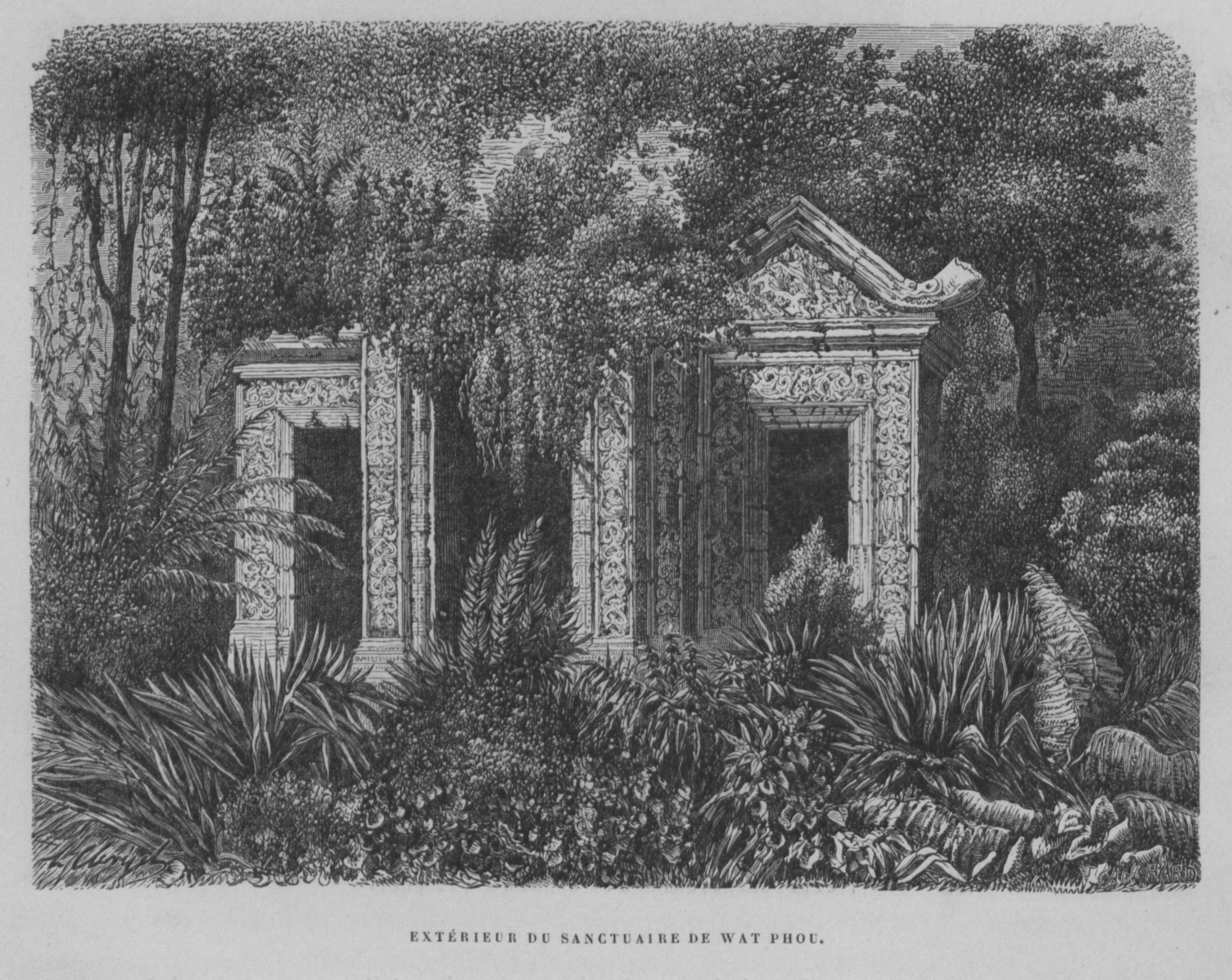
Dibuix del temple de Vat Phou (1868)

Enfocat des de la ciutat (de la qual poc en queda), la primera part del temple és una sèrie d'embassaments que es troba directament al llarg de l'eix dels temples. Només un conté aigua ara, el Baray mitjà (600x200m); hi va haver nous embassaments al nord i sud d'aquest, i un altre parell a cada costat de la calçada entre el Baray mitjà i els palaus.

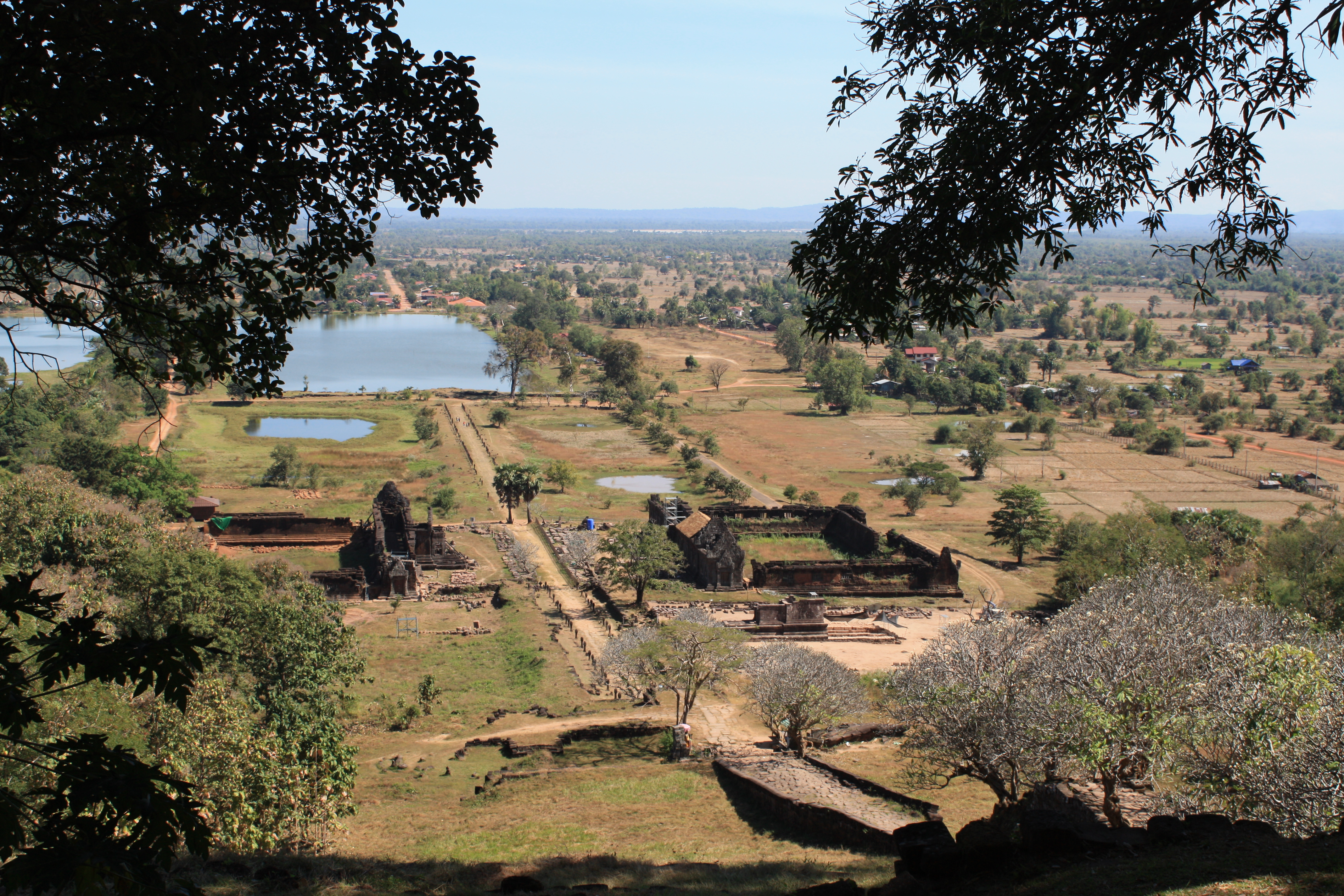
Vista des de prop del santuari, en el nivell superior de Phou, mirant cap enrere cap al Mekong.

Els dos palaus de peu es troben a una terrassa, a una i altra banda de l'eix. Se'ls coneix com els palaus nord i sud, o també, sense cap prova, els palaus de les dones i dels homes (el terme «palau» també és una simple convenció i el seu propòsit és desconegut). Cada un consistia en un pati rectangular amb un passadís i entrada a la banda que donava cap a l'eix, i com en molta de l'arquitectura khmer, tenia portes i finestres cegues (portes falses) en els extrems est i oest. Els patis de tots dos edificis tenen parets de laterita; les parets del passadís del palau nord també són de laterita, mentre que les del palau del sud són de marès. L'edifici nord està actualment en millors condicions. Els palaus són principalment notables pels seus frontons i llindes, que són de l'estil de principis d'Angkor Wat.
La següent terrassa té un petit santuari a Nandi (muntura de Shiva) al sud, en mal estat. La carretera que uneix Vat Phou a Angkor passa al sud d'aquest temple. Continuant cap a l'oest, una sèrie d'escales successives condueixen a unes terrasses addicionals; entre ells es troba una Dvarapala que ha arribat a ser adorat com rei Kammatha, constructor mític del temple. A l'estreta terrassa següent hi ha les restes de sis petits santuaris destruïts per caçadors de tresors.

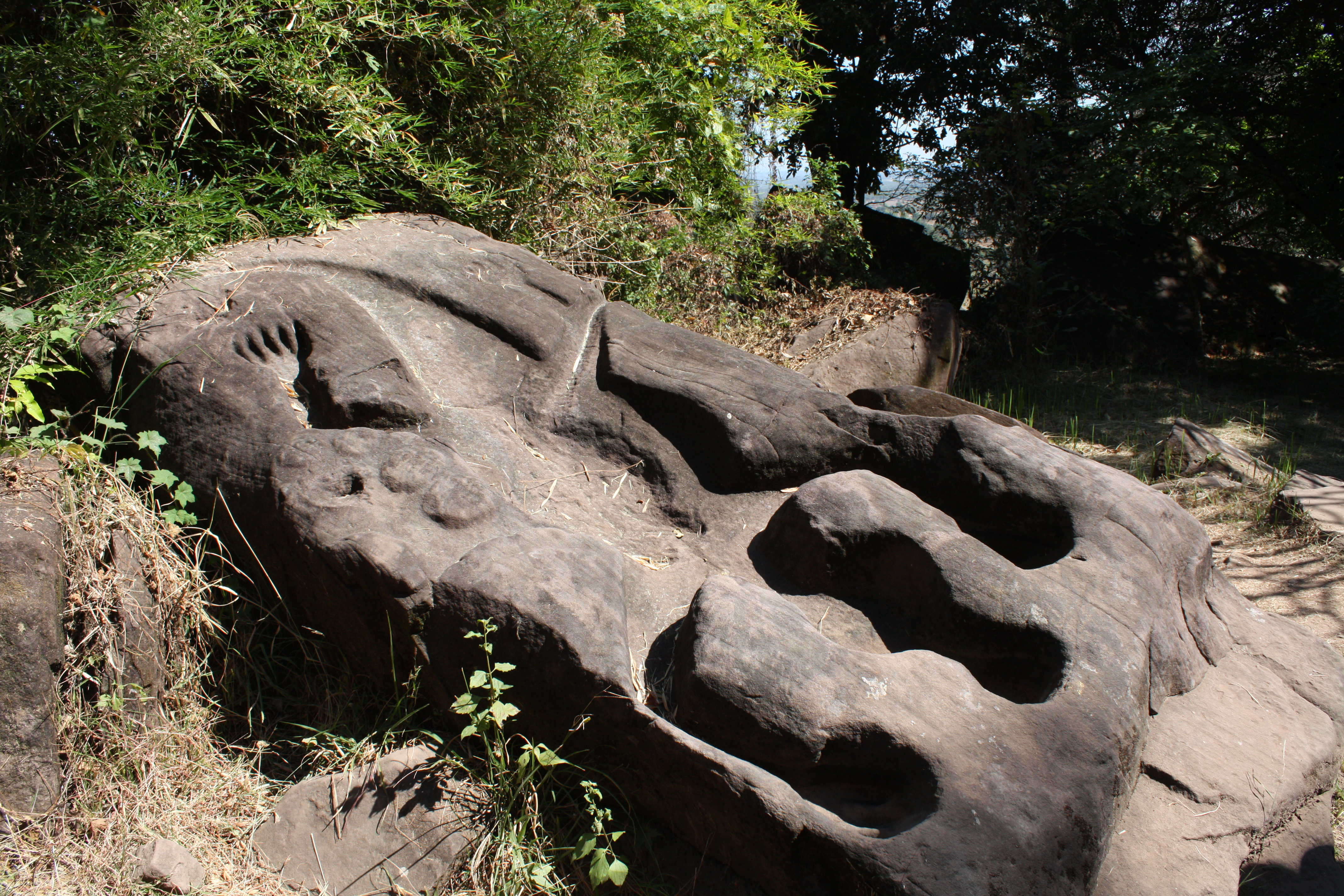
Talla d'un cocodril en el nivell superior, possiblement el lloc on es feia un sacrifici humà anual en els temps pre-Angkor.

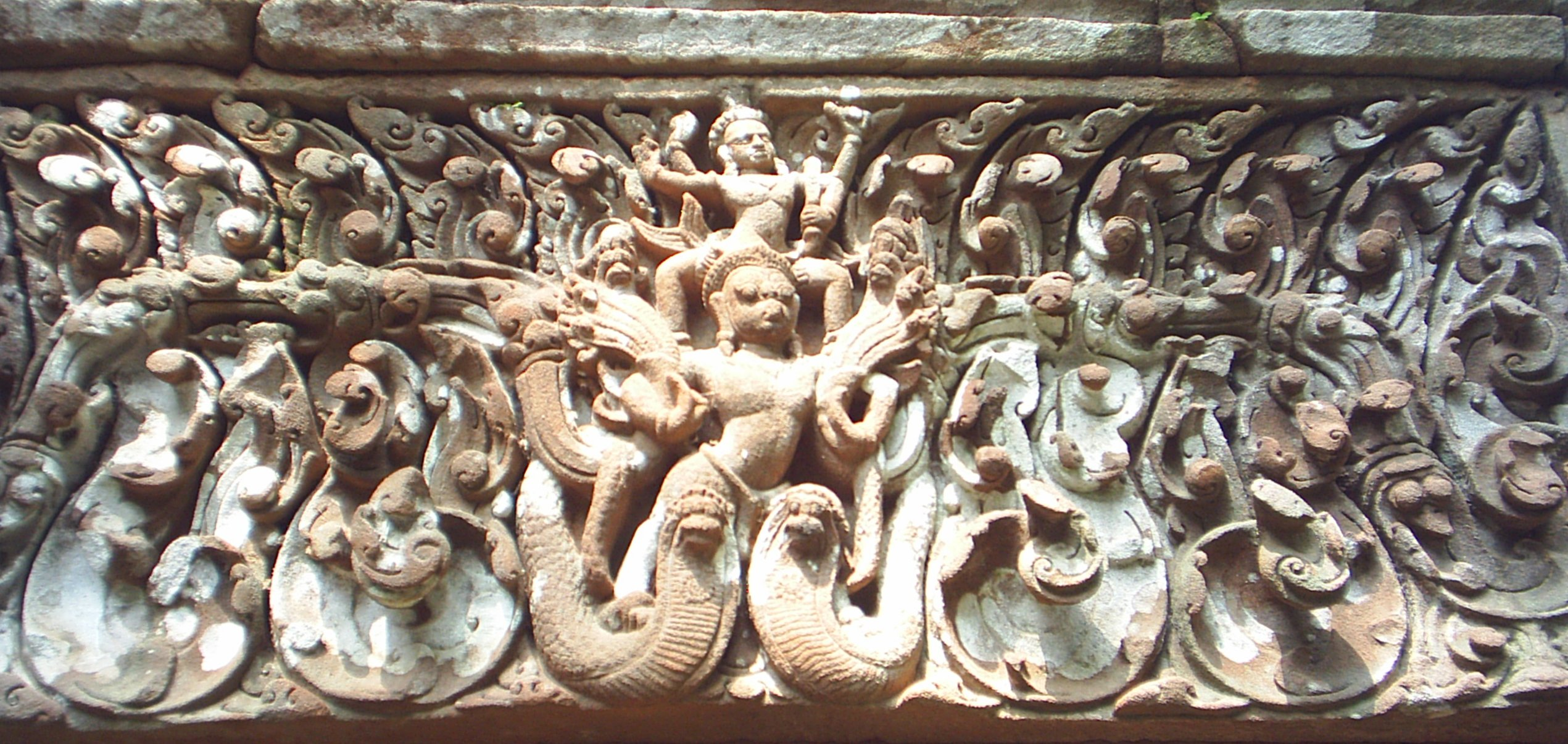
Una llinda mostrant Vishnu amb Garuda, a la paret nord-est del santuari.

La ruta culmina en set capes de pedra sorrenca que s'eleven a la terrassa superior i el santuari central. El santuari està dividit en dues parts. La secció davantera, de marès, està ara ocupat per quatre buddhahood (imatges de Buda), mentre que la part posterior de maó, que abans contenia el lingam central, és buida. Tot el sostre està absent, encara que una coberta provisional ha estat afegida a la part davantera. Aigua de la font que surt pel penya-segat a uns 60 m al sud-oest del santuari va ser canalitzada al llarg d'aqüeductes de pedra a la cambra posterior, banyant contínuament el lingam. El santuari és posterior als palaus del nord i del sud, pertanyent al període Baphuon de la segona meitat del segle xi. El costat est té tres portes: de sud a nord, els seus frontons mostren Krishna derrotar el nāga Kaliya; Indra muntant el seu elefant Airavata; i Vishnu muntant Garuda. La paret est mostra Dvarapala i Devatas (guardians demoníacs). Les entrades al sud i al nord tenen llindes interiors i exteriors, incloent una al sud on Krishna esquinça Kamsa en dues parts.

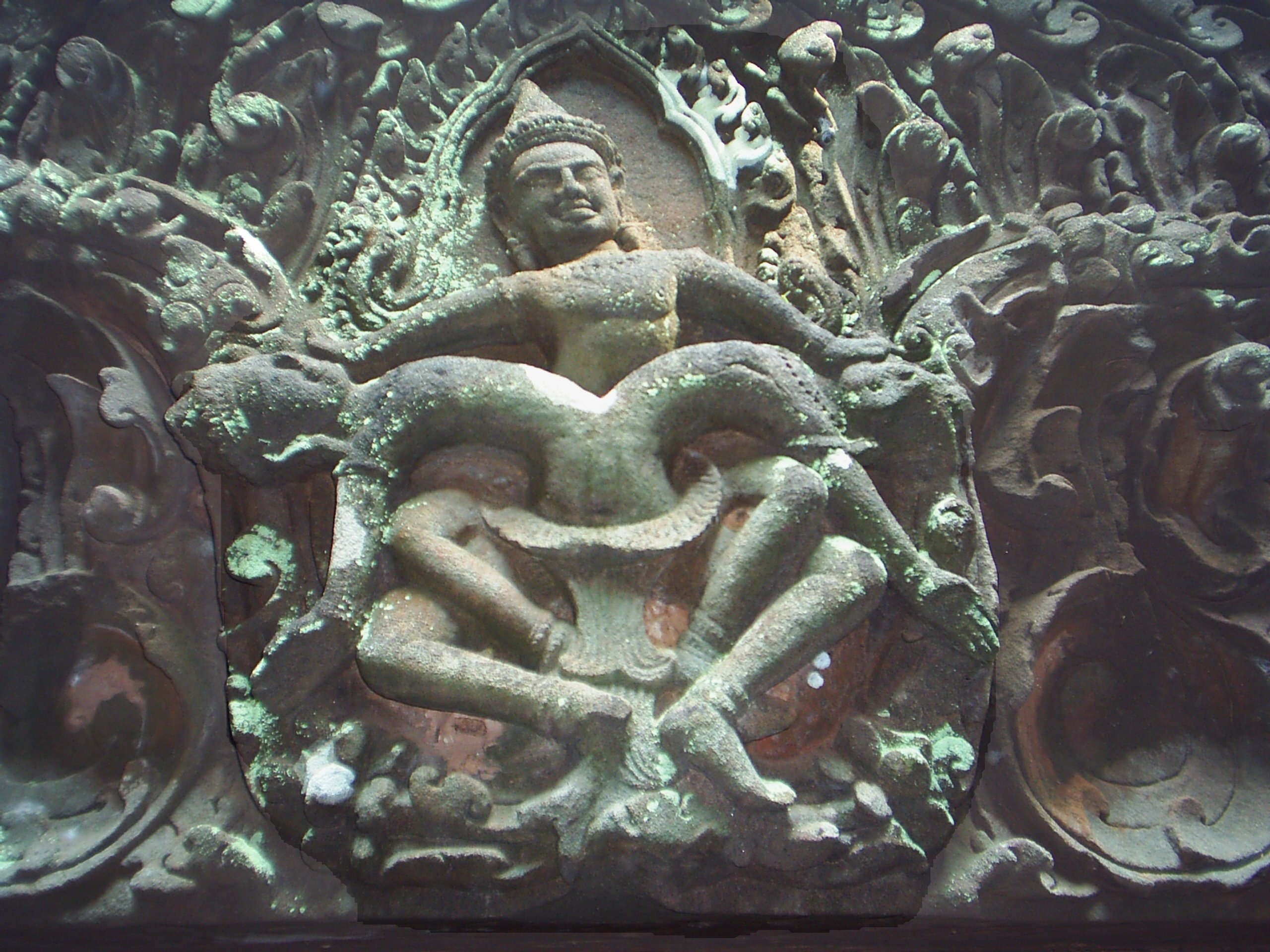
Una llinda mostrant Krishna matant Kamsa, a la paret sud del santuari.

Altres característiques de la zona són una biblioteca khmer, en mal estat, al sud del santuari, i un alleugeriment del Trimurti al nord-oest. Hi ha altres talles més al nord: un petjada de Buda a la paret del penya-segat, i còdols de manera que s'assemblen als elefants i un cocodril. La pedra de cocodril ha adquirit una certa notorietat com possiblement el lloc d'un sacrifici humà anual que es descriu en un text xinès del segle VI; la identificació pot tenir certa plausibilitat per la similitud de les dimensions del cocodril als d'un humà.

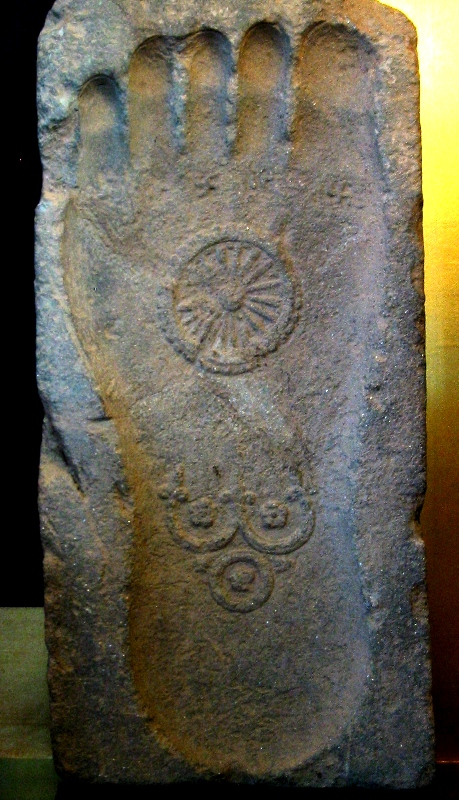
Detall d'una petjada de Buda

## Projectes de conservació
Després de la primera descripció científica de finals del segle xix i principis del segle XX hi ha hagut poca activitat científica en el lloc fins a principis dels anys 90. Amb els projectes de Lao-UNESCO a partir de l'any 1987 i la designació com a patrimoni de la Humanitat a l'any 2001, les activitats arqueològiques i de conservació s'han incrementat en gran manera. Els exemples dels projectes de conservació més recents són:
- Global Heritage Fund, en associació amb l'Institut Lerici (Itàlia) i el govern de Laos, està proporcionant la conservació d'emergència de les estructures del temple en aquest gran jaciment arqueològic de Laos . L'estabilització i conservació sostinguda dels  Nandin Hall  és el focus principal d'aquests esforços, però, el equip dirigit pel Global Heritage Fund està treballant amb les comunitats locals per a la formació i desenvolupament .
- '2005-2012' : projecte de cooperació França-Laos (Ministeri d'Afers Exteriors i Europeus de França / Ministeri d' Informació i Cultura de Laos): Fons de Solidaritat Prioritària "Vat Phou-Champasak, per la millora i desenvolupament del patrimoni històric i cultural "(FSP 2005-75). Aquest projecte inclou la restauració de la sala nord del quadrilàter sud (palau), projecte cultural en el patrimoni immaterial de Champasak: Redescobriment del teatre de titelles de Champasak i organització d'una gira teatral en els pobles de la comarca de Champasak acompanyat de cinema. Els objectius del projecte van ser: suport institucional per a la creació d'un cos especialitzat de gestió del lloc, la formació del personal científic, tècnic i administratiu, i el desenvolupament del lloc i la seva valoració econòmica.
- '2006' : projecte de restauració del temple de Nandin per la missió italiana
- '2009' : projecte de restauració del palau nord pel Servei Arqueològic de l'Índia (ASI). L'equip indi del Servei Arqueològic de l'Índia, encapçalada per Er. R. S. Jamwal, va fer estudis de fundacions, problemes de drenatge, super elements estructurals, així com ho va fer la documentació, registre, treballs de recerca, etc., per al Quadrilàter del Nord del complex del temple. Els treballs de conservació i restauració del quadrilàter Nord és probable que s'iniciïn a partir de la següent temporada de treball.
- '2010' : projecte de restauració del palau sud, amb Jean-Marc Houlteau, picapedrer.
- '2011:'  Projecte de restauració per al quadrangle del sud (palau), amb Jean-Marc Simon-Bernardini i Johann Gautreau, paletes.
- '2014:'  analitza la pedra no intrusiva, pel professor Christian Fischer.

## Presentació i visites
Avui dia el lloc està obert al públic, tant per a les activitats religioses com per les visites turístiques. L'horari d'obertura és de les 8:00 - 6:00 pm i l'entrada és de 50.000 LAK.
El lloc també té un museu que alberga artefactes del complex de temples de diversos segles, com estàtues de Shiva, Vishnu i Nandin, així com estàtues budistes.
L'edifici del museu s'ha limitat a una mida específica per tal de minimitzar els efectes d'alteració en el lloc subterrani i la vista.

## Galeria d'imatges

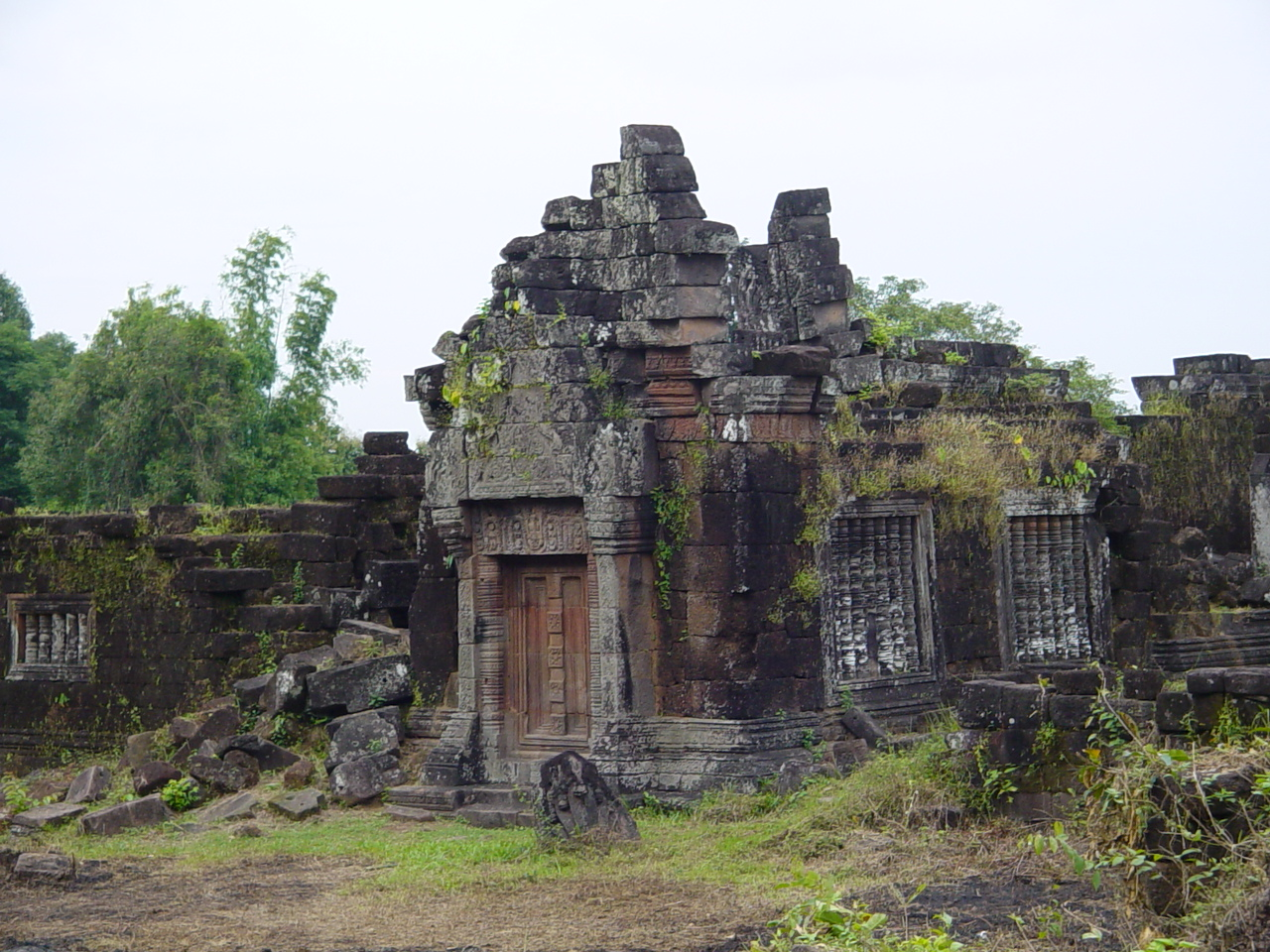
Temple de Vat Phou
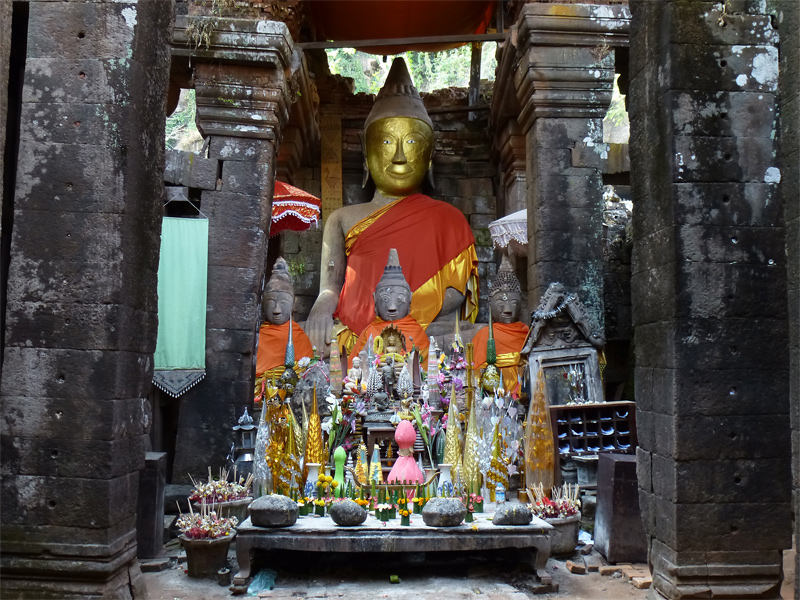
Figura de Budha
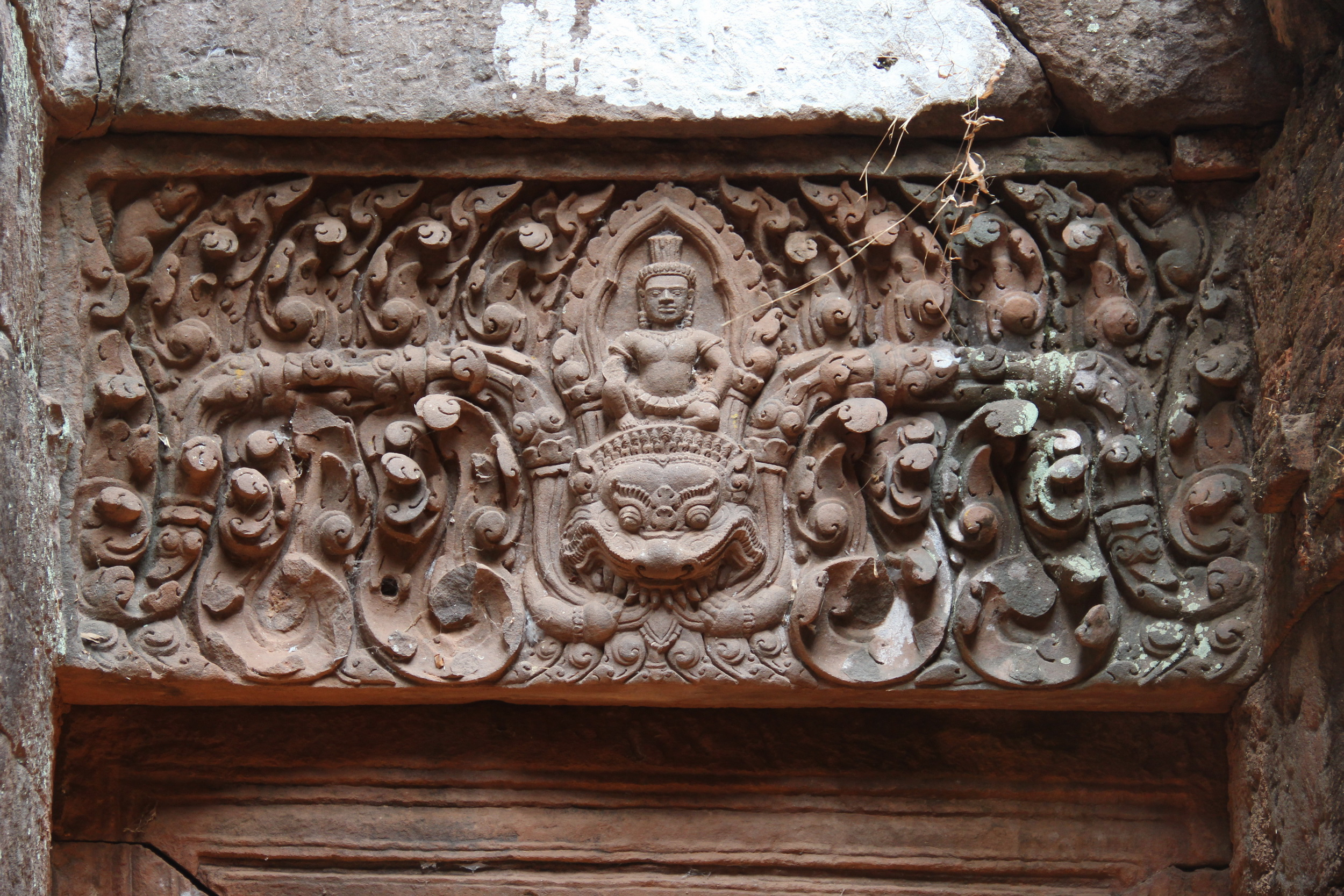
Detall d'una llinda
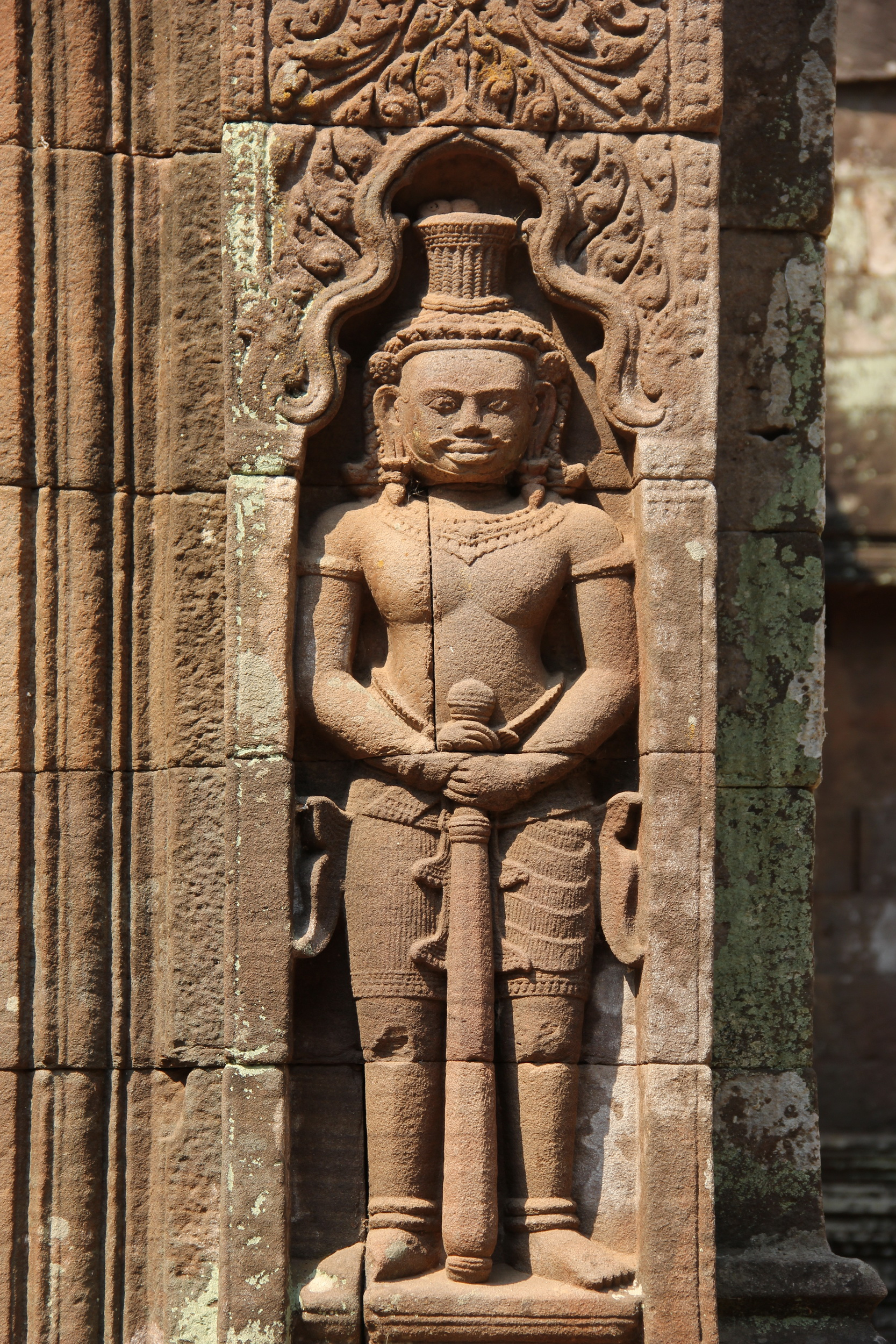
Figura al santuari
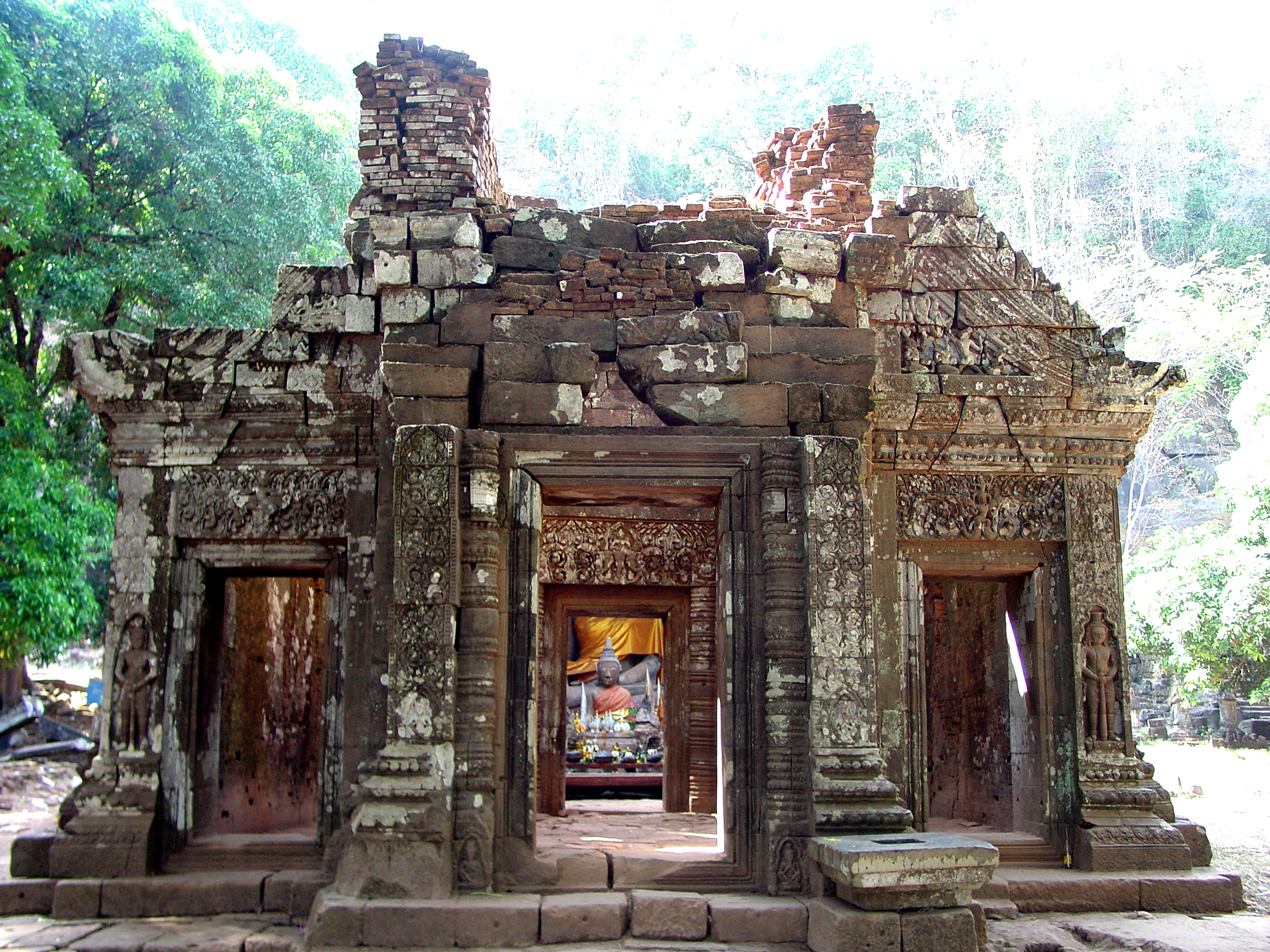
El santuari
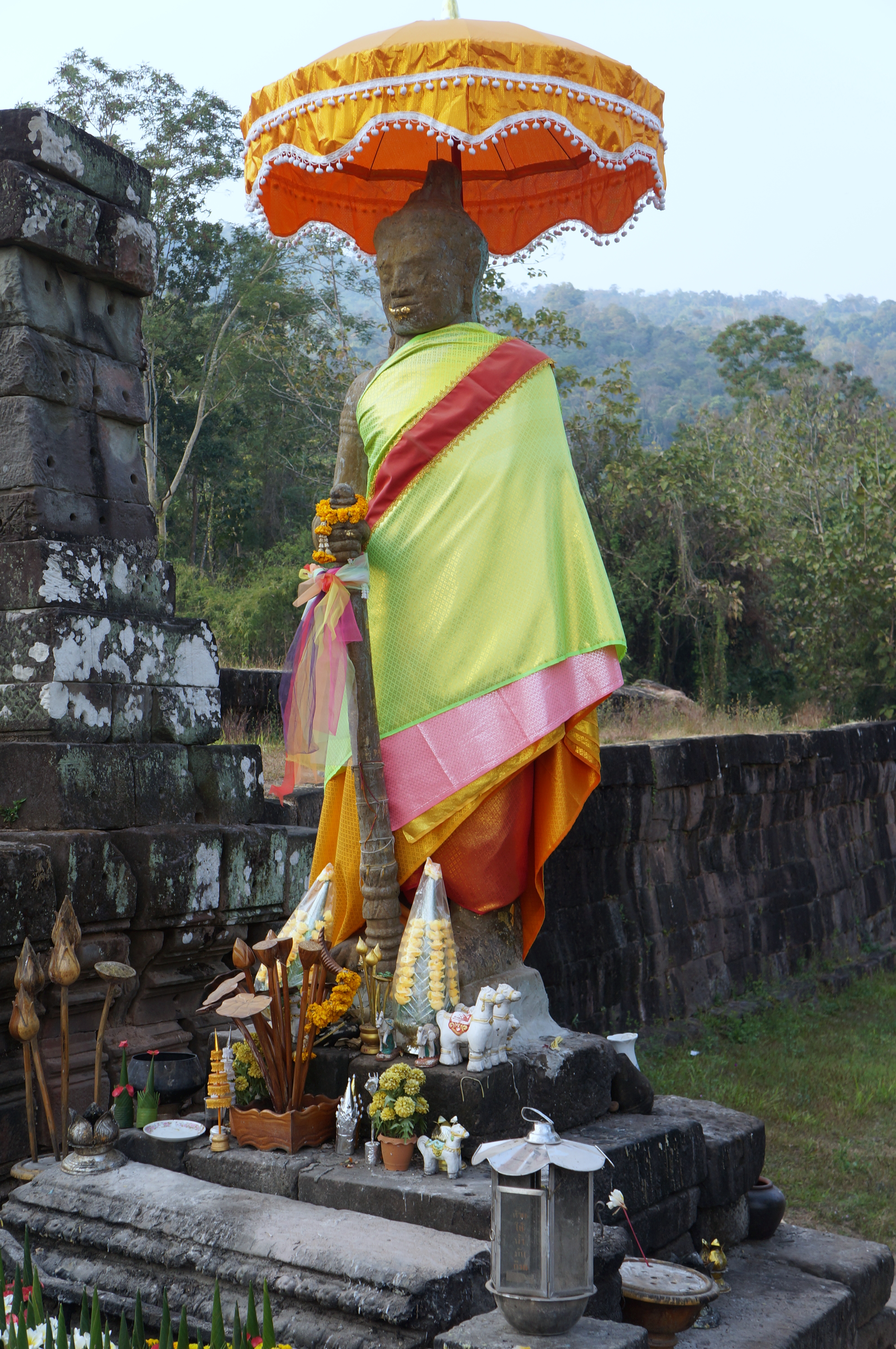
Estàtua del temple de la muntanya
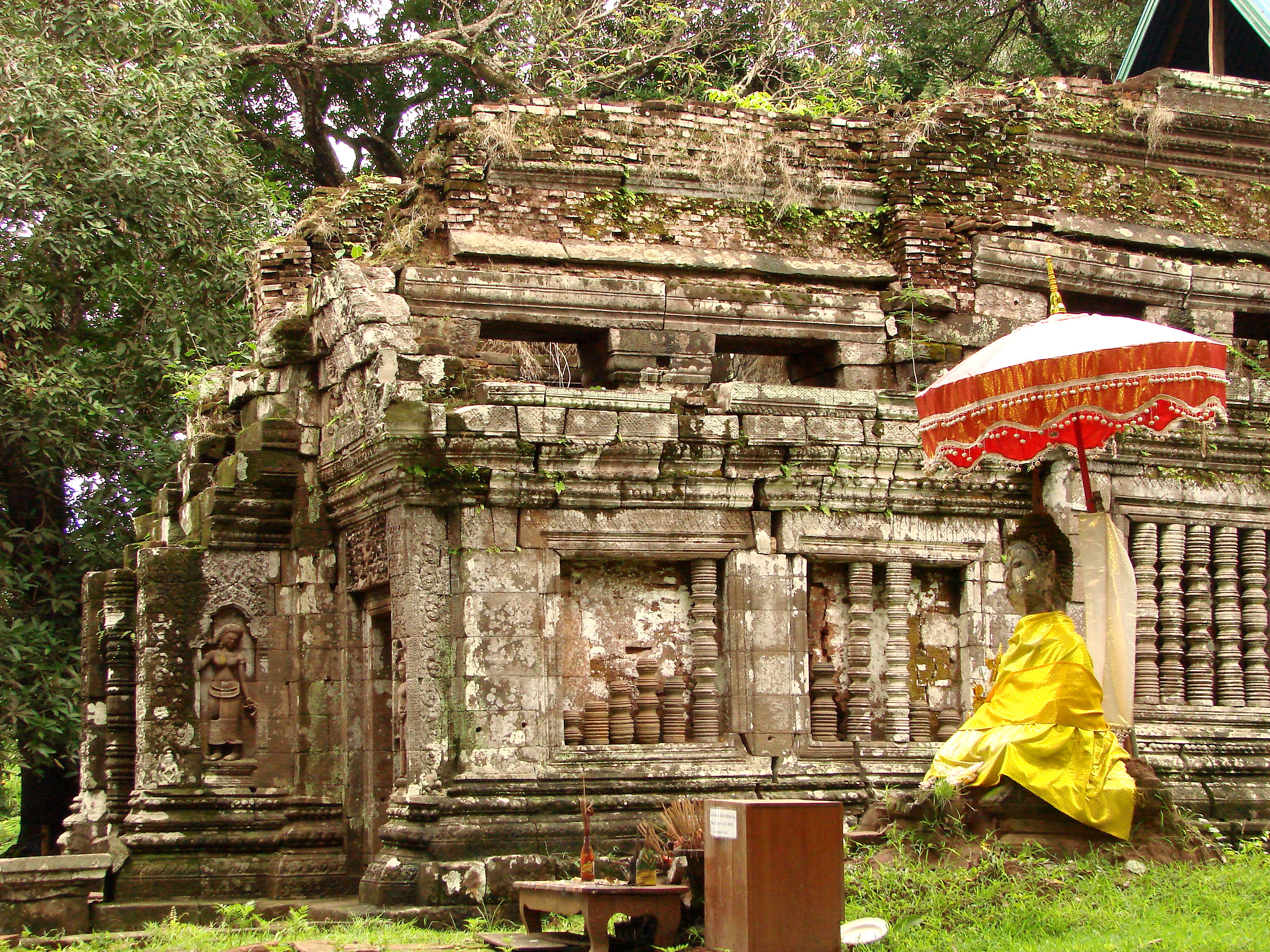
Temple de la muntanya i estàtua
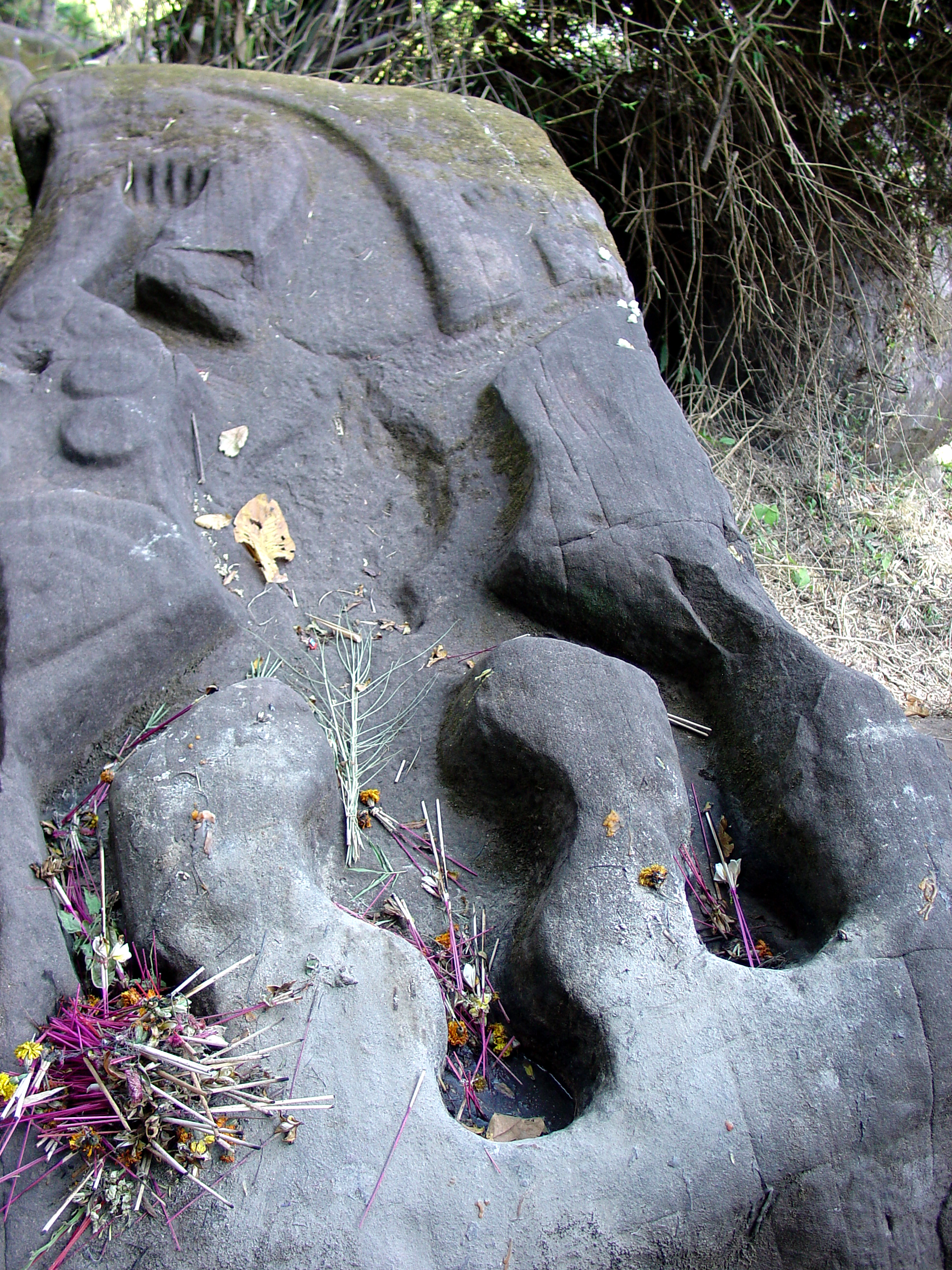
Figura del cocodril
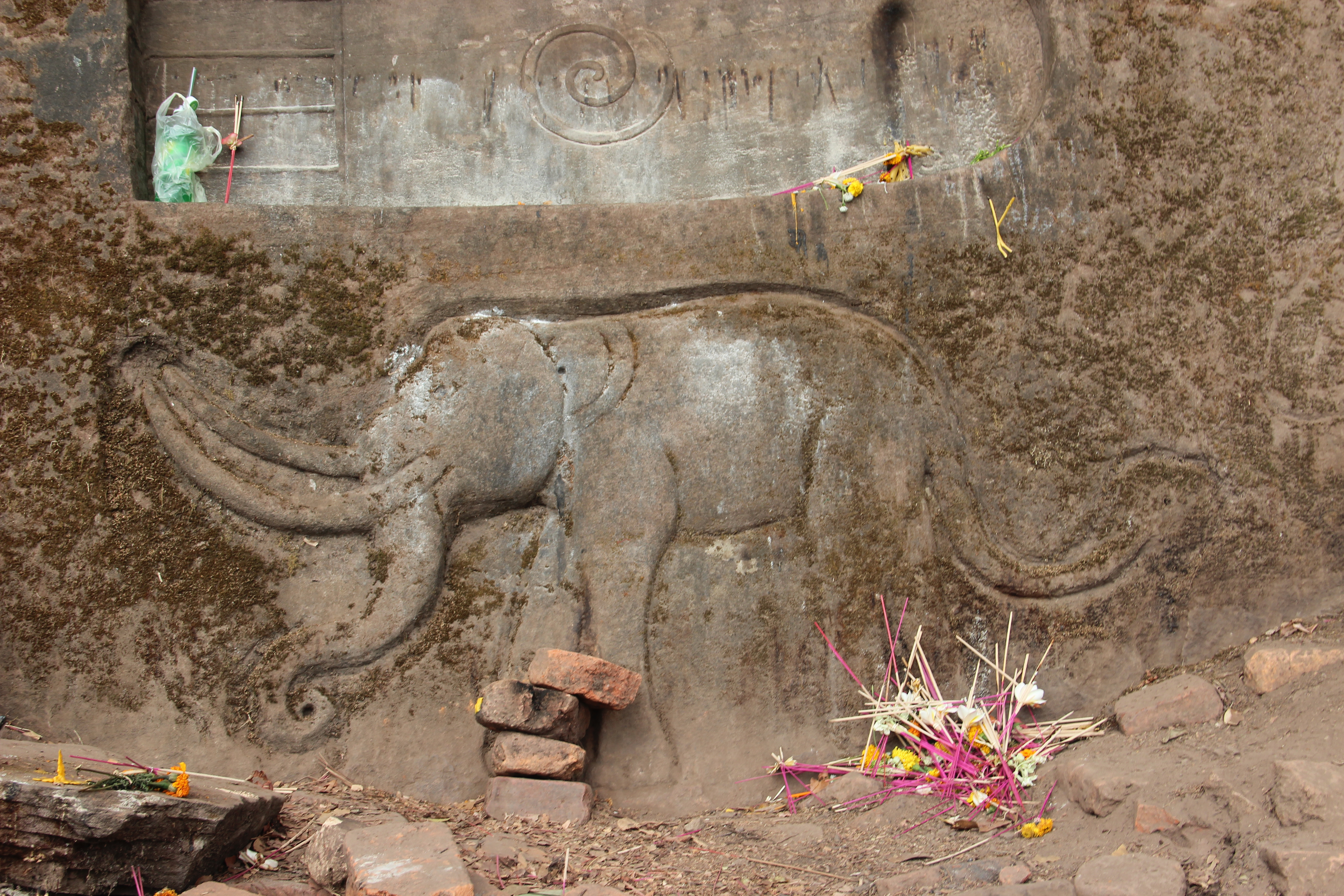
Figura del elefant